# Soum de Matte
Soum de Matte – szczyt górski położony we francuskiej części Pirenejów, w departamencie Pireneje Wysokie, na terenie gminy Vignec, około 10 km od granicy z Hiszpanią.